# Trevenna
Trevenna est un petit quartier animé et commerçant situé à proximité du centre-ville de Pretoria en Afrique du Sud.

## Origine
Le nom de Trevenna fait référence à un hameau des Cornouailles d'où était originaire le Dr Lyle, un membre du gouvernement Shepstone, propriétaire du terrain en 1877.

## Localisation

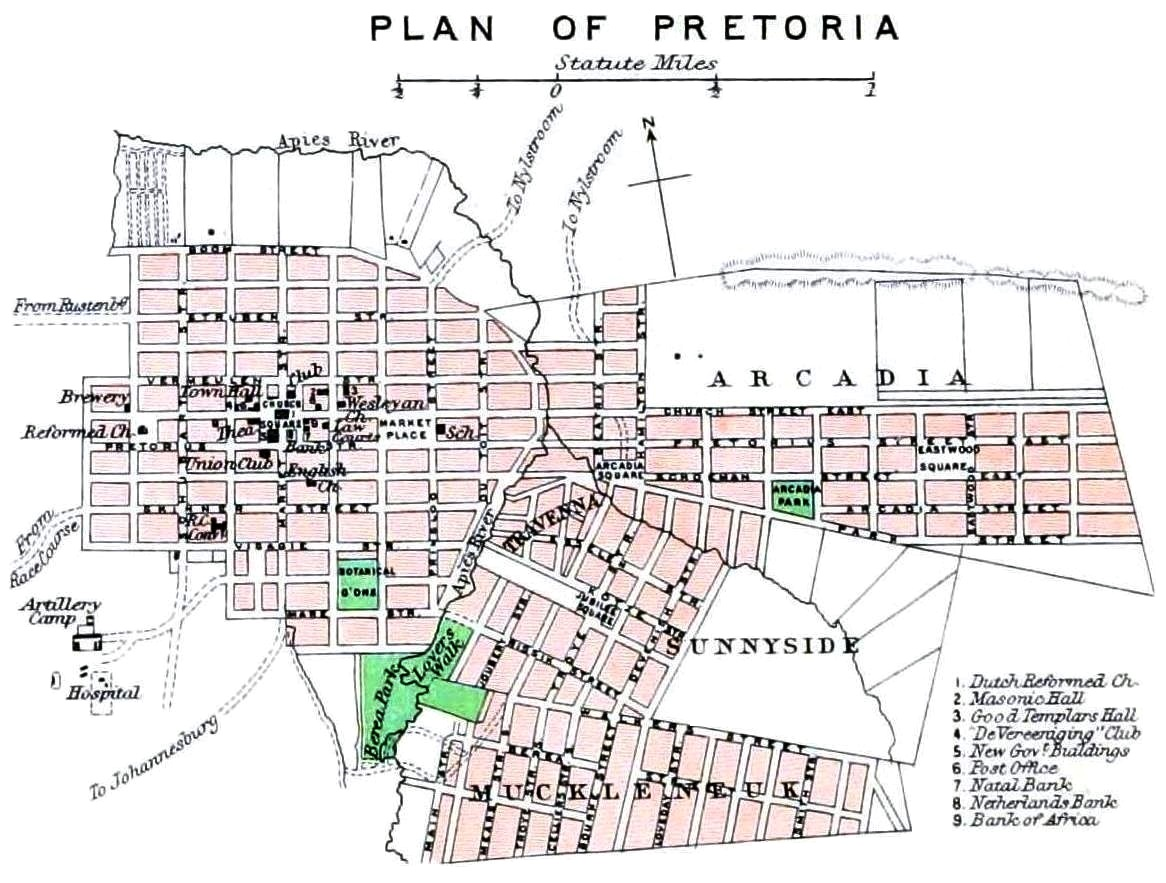
Plan de Pretoria et de ses faubourgs d'Arcadia, de Trevenna, de Sunnyside et de Muckleneuk en 1895

Trevenna est un quartier enclavé entre Arcadia (nord), Sunnyside (est et sud) et Pretoria Central (ouest). Délimité au nord par Park street, à l'est par Steve Biko road (anc. Mears street), au sud par Kotze street et à l'ouest par Nelson Mandela Drive, ses axes principaux sont Robert Sobukwe street (anc. Esselen street), Meintjiest street et Greef Street.

## Démographie
Selon le recensement de 2011, Trevenna comprend plus de 2 176 résidents, issus principalement de la communauté noire (96,55 %).
Les blancs, majoritaires dans Pretoria, représentent 1,42 % des habitants tandis que les Coloureds et les indiens représentent un peu plus de 1,80 % des résidents.
Les habitants sont de langues maternelles très diversifiées dont notamment à 18,70 % de langue maternelle sepedi, à 15,52 % de langue maternelle Tshivenda ou encore à 10,75 % de langue anglaise.

## Politique
La circonscription comprenant le quartier de Trevenna est partagée avec la partie ouest du quartier d'Arcadia.
Lors des élections générales sud-africaines de 2014, le congrès national africain a remporté 60,3 % des voix contre 24,49 % des suffrages aux Economic Freedom Fighters (EFF) et 8,35 % à l'Alliance démocratique (DA).